# Ralf Hoffmann (Mediziner)

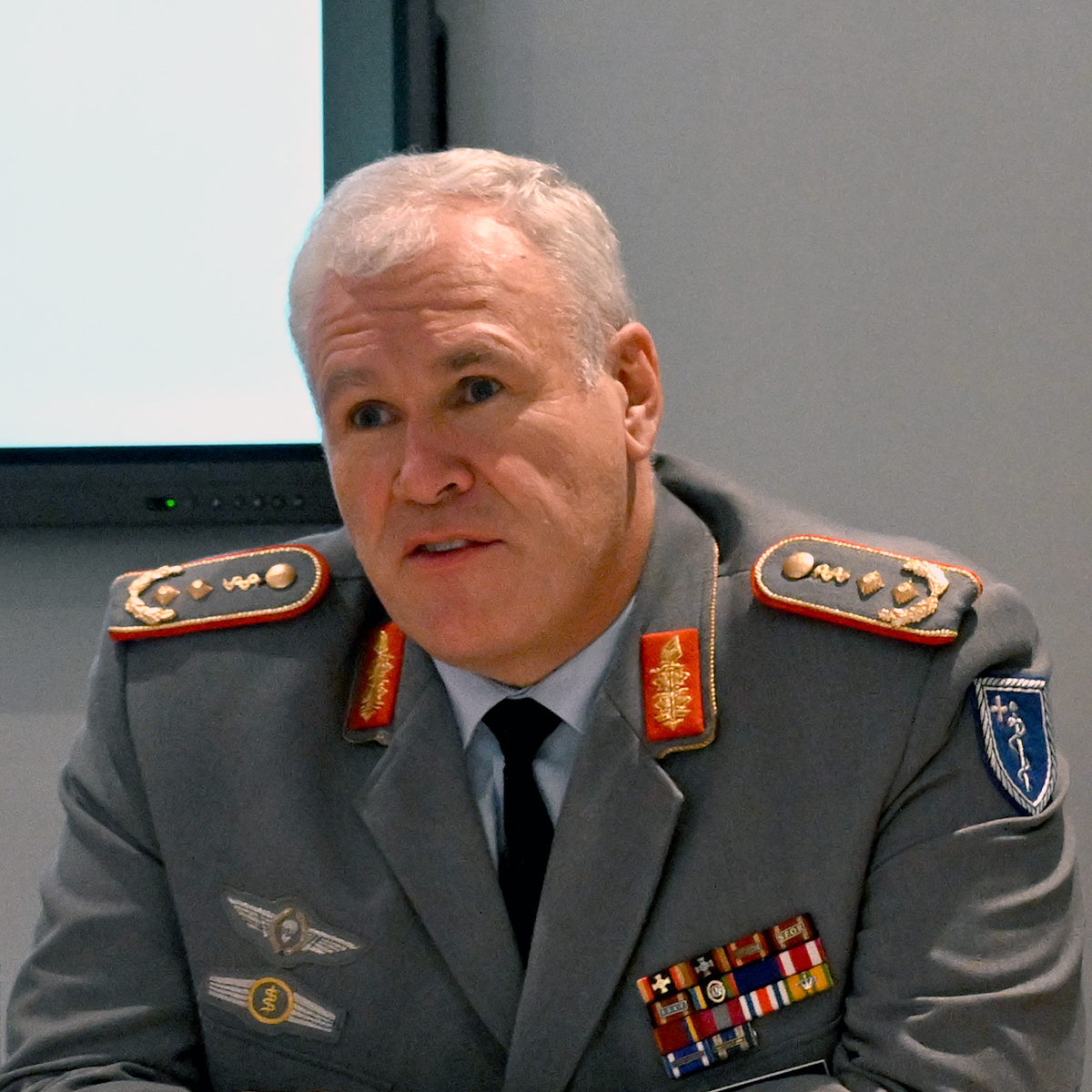
Ralf Hoffmann im Oktober 2023 in Ulm

Ralf Uwe Hoffmann (* 16. Mai 1964 in Diepholz) ist ein Generaloberstabsarzt des Heeres der Bundeswehr und seit dem 1. Oktober 2024 Stellvertreter des Befehlshabers Unterstützungskommando der Bundeswehr und Befehlshaber des Zentralen Sanitätsdienst der Bundeswehr.

## Militärische Laufbahn
Hoffmann trat 1983 als Sanitätsoffizier-Anwärter in die Bundeswehr ein. Von 1983 bis 1989 absolvierte er im Rahmen seiner Offizierausbildung das Studium der Medizin an der Ludwig-Maximilians-Universität München und an der Rheinisch-Westfälischen Technischen Hochschule in Aachen. Anschließend erfolgte bis 1991 eine klinische Weiterbildung am damaligen Bundeswehrkrankenhaus Wildbad. Von 1991 bis 1993 war Hoffmann als Truppenarzt beim Jägerbataillon 552 in Böblingen tätig und bis 1995 war er Kompaniechef der Sanitätskompanie der Deutsch-Französischen Brigade in Müllheim. 1995 absolvierte er eine Kommandoausbildung in Französisch-Guayana beim 3. Infanteriebataillon der Französischen Fremdenlegion und war anschließend bis 1997 Brigadearzt der Luftlandebrigade 31 in Oldenburg. Danach folgte eine Tätigkeit im Personalamt der Bundeswehr, Referat IV 2 in Köln als Personaloffizier der Sanitätsoffiziere des Heeres. 2000 schloss Hoffmann ein Zweitstudium in Gesundheitsökonomie an der EBS Universität für Wirtschaft und Recht in Oestrich-Winkel ab. Es folgte bis 2003 eine Verwendung im Bundesministerium der Verteidigung im Führungsstab des Sanitätsdienstes, Referat II 1 auf der Hardthöhe in Bonn als Referent für internationale Zusammenarbeit sowie als Referent für Konzeption, Weiterentwicklung und den Bundeswehr-Plan.
2003 wurde Hoffmann Regimentskommandeur Sanitätsregiment 22 in Hamm. Danach war er von 2005 bis 2008 im französischen Verteidigungsministerium in Paris als Austauschoffizier in der Abteilung Inspekteur Sanitätsdienst tätig. Bis 2012 folgte eine Verwendung im Sanitätskommando II in Diez als G3. In diesem Zeitraum schloss Hoffmann im Jahr 2010 seine Promotion an der Rheinischen Friedrich-Wilhelms-Universität Bonn mit einer Dissertation über die Epidemiologie der Malaria in der Provinz Kunduz, Nordafghanistan, von 2002 bis 2007 zum Doktor der Medizin ab. Zweitgutachter war der Virologe Christian Drosten. Anschließend übernahm Hoffmann von 2012 bis 2015 das Kommando über das Kommando Schnelle Einsatzkräfte Sanitätsdienst in Leer. 2015 besuchte er den Higher Command and Staff Course in Shrivenham im Vereinigten Königreich. Von 2015 bis 2016 wer er Chef des Stabes im Kommando Regionale Sanitätsdienstliche Unterstützung in Weißenfels und von 2016 bis 2020 Kommandeur und Ärztlicher Direktor Bundeswehrkrankenhaus Ulm. Auf diesem Dienstposten erfolgte die Beförderung Hoffmanns vom Oberstarzt zum Generalarzt. Im Februar 2020 übernahm Hoffmann die Dienststellung als Beauftragter des Bundesministeriums der Verteidigung für einsatzbedingte posttraumatische Belastungsstörungen und Einsatztraumatisierte und seit dem 28. März 2023 ist er Chef des Stabes des Kommandos Sanitätsdienst der Bundeswehr in Koblenz. Auf diesem Dienstposten erhielt er auch die Beförderung zum Generalstabsarzt. 
Am 2. Mai 2024 folgte er Ulrich Baumgärtner als Inspekteur des Sanitätsdienstes nach. Seit dem 1. Oktober 2024 ist er als Generaloberstabsarzt Stellvertreter des Befehlshabers Unterstützungskommando der Bundeswehr und Befehlshaber des Zentralen Sanitätsdienst der Bundeswehr. Der Titel "Inspekteur des Sanitätsdienstes wurde damit abgeschafft.
Hoffmann ist seit 2023 Vorsitzender der Evangelischen Arbeitsgemeinschaft für Soldatenbetreuung in der Bundesrepublik Deutschland e.V. (EAS).

## Privates
Hoffmann ist verheiratet und hat zwei Kinder.

## Veröffentlichungen
- Zur Epidemiologie der Malaria in der Provinz Kunduz, Nordafghanistan, von 2002 bis 2007. Bonn 2010, DNB 1015147453 (uni-bonn.de [PDF]).